# Angelim
Angelim es un municipio brasileño del estado de Pernambuco. Está constituido por el distrito sede y por los poblados de Quatro Bocas y São José.

## Etimología
El nombre Angelim proviene de la existencia de una tarima de madera (angelim-amargoso) frondosa donde se realiza la feria semanal de la ciudad.

## Historia
Los primeros asentamientos en la localidad surgieron en 1887 con la inauguración de la Estación Ferroviaria Segismundo Gonçalves, perteneciente a Great Western. Por la ausencia de vehículos motorizados en el entorno de la estación predominaba el comercio agrícola. Después de la instalación de la vía férrea se instalaron los agricultores y comerciantes en la ciudad, atraídos por la facilidad del transporte, hasta entonces hecho por animales. El distrito fue creado por la Ley Municipal n.º 42, del 22 de diciembre de 1908 con el nombre de Segismundo Gonçalves y subordinado al municipio de Garanhuns. El 1 de julio de 1909, a través de una ley provincial fue elevado a la categoría de villa, cambiando la denominación para Palmeira. En la división administrativa referente al año de 1911, figura el distrito con denominación de Palmeira y perteneciendo al municipio de Canhotinho. La emancipación política vino el 11 de septiembre de 1928, por la ley n.º 1931. El municipio fue instalado en 16 de junio de 1931 por el decreto provincial n.º 74 de 6 de junio de 1931, la sede fue transferida de la población de Palmeira (actualmente el municipio de Palmeirina).